# René Guillou
René-Alfred-Octave Guillou (* 8. Oktober 1903 in Rennes; † 14. Dezember 1958 in Paris) war ein französischer Komponist.
Nach einigen Jahren am Konservatorium seiner Geburtsstadt studierte Guillou am Conservatoire de Paris bei Marcel Samuel-Rousseau, Charles-Marie Widor und Henri Busser. Bei seiner dritten Teilnahme am Wettbewerb um den Prix de Rome gewann er 1926 den Premier Grand Prix mit der Kantate L'Autre mère.
Daneben war Guillou seit 1920 als Nachfolger von Jacques de la Presle Organist an der von Merklin restaurierten Großen Orgel der Kirche Notre-Dame de Versailles. 1923 spielte er hier den Orgelpart in einer Aufführung des Oratoriums Marie-Madeleine von Jules Massenet. 1926 übergab er die Stelle an Madeleine Heurtel, eine Nichte Léon Boëllmanns und Tochter des Direktors der Ecole Niedermeyer, um seinen mit dem Prix de Rome verbundenen Aufenthalt in der Villa Medici in Rom anzutreten.
Während seines Romaufenthaltes bis 1930 entstand u. a. seine Habenera für Violine und Orchester; außerdem komponierte Guillou u. a. zwei Sinfonien und weitere Orchesterwerke, Kammermusik und Lieder. Sein Bruder Ernest Guillou wurde als Dirigent und Komponist bekannt.

## Werke
- Les Amants de Vérone, Kantate, 1924
- L’Autre mère, Kantate, 1926
- Élégie für Viola (oder Englischhorn) und Klavier, 1927
- Habanera für Violine und Orchester, UA 1927 bei den Concerts Lamoureux
- Pièces für Klavier, 1927
- Assise für Klavier, 1928
- Puisque j'ai mis ma lèvre nach einem Gedicht von Victor Hugo, UA 1928 an der Académie de France à Rome
- Mezzogiorno - Midi sur Rome UA 1929 am Lyceum Romano
- Andante symphonique für Orgel, 1929
- Cortège de nonnes für Orgel, 1929
- Loetitia Pia für Orgel, 1929
- Nocturne mystique für Orgel, 1929
- Diurnes für Klavier, 1929
- Plein air für Klavier, 1929
- Quatre pièces für Klavier, 1929
- Suite des motifs de terroir für Klavier, 1929
- Trois pièces für Violine und Klavier, 1931
- Adagio et Suite für Klavier und Violoncello, UA 1934
- Ballade für Fagott und Klavier, 1936
- Hymne de la Bretagne à Paris, UA bei der Weltausstellung 1937 in Paris
- Hymne funèbre, UA bei den Concerts Colonne 1938
- Sonatine für Altsaxophon, Englischhorn oder Horn und Klavier, 1946
- Symphonie en la mineur, 1948
- Mon nom est Rolande, Legende für Waldhorn und Klavier, 1950
- Seconde Symphonie en ut majeur, UA 1956 unter Pierre-Michel Le Conte

| Personendaten    | Personendaten                                    |
| ---------------- | ------------------------------------------------ |
| NAME             | Guillou, René                                    |
| ALTERNATIVNAMEN  | Guillou, René-Alfred-Octave (vollständiger Name) |
| KURZBESCHREIBUNG | französischer Komponist                          |
| GEBURTSDATUM     | 8. Oktober 1903                                  |
| GEBURTSORT       | Rennes                                           |
| STERBEDATUM      | 14. Dezember 1958                                |
| STERBEORT        | Paris                                            |